# Robert (Auszeichnung)/Beste Filmmusik
Robert: Beste Filmmusik
Gewinner des dänischen Filmpreises Robert in der Kategorie Beste Filmmusik (Årets score (Musik)). Die Dänische Filmakademie (Danmarks Film Akademi) vergibt seit 1984 alljährlich ihre Auszeichnungen für die besten Filmproduktionen und Filmschaffenden Ende Januar beziehungsweise Anfang Februar auf dem Robert Festival in Kopenhagen.

## Preisträger

### Preisträger 1984–1998
| Jahr | Preisträger                       | Originaltitel              | Deutscher Titel                  |
| ---- | --------------------------------- | -------------------------- | -------------------------------- |
| 1984 | Leif Sylvester                    | Rocking Silver             | nicht bekannt                    |
| 1985 | Kim Larsen                        | Midt om natten             | Kopenhagen – Mitten in der Nacht |
| 1986 | Kasper Winding                    | Den flyvende djævle        | Die fliegenden Teufel            |
| 1987 | Anne Linnet                       | Barndommens gade           | Straße der Kindheit              |
| 1988 | Preisträger nicht bekannt         | Preisträger nicht bekannt  | Preisträger nicht bekannt        |
| 1989 | Jacob Groth                       | Guldregn                   | Goldregen                        |
| 1990 | Thomas Koppel                     | Lykken er en underlig fisk | nicht bekannt                    |
| 1991 | Fini Høstrup                      | Springflod                 | Springflut                       |
| 1992 | Joachim Holbek                    | Europa                     | Europa                           |
| 1993 | Joachim Holbek und Billy Cross    | Russian Pizza Blues        | nicht bekannt                    |
| 1994 | Anders Koppel und Hans-Henrik Ley | Jungledyret                | Hugo, das Dschungeltier          |
| 1995 | Joachim Holbek                    | Riget                      | Hospital der Geister             |
| 1996 | Anders Koppel                     | Menneskedyret              | nicht bekannt                    |
| 1997 | Nikolaj Egelund                   | De største helte           | Zwei Helden                      |
| 1998 | Nikolaj Egelund und Povl Kristian | Let’s Get Lost             | Let’s Get Lost                   |

### Preisträger und Nominierungen ab dem Jahr 1999
1999
Joachim Holbek – Qaamarngup uummataa
- Søren Hyldgaard – Engel der Finsternis (Nattens engel)
- Hilmar Örn Hilmarsson – Vildspor

### 2000er Jahre
2000
Søren Hyldgaard und Jesper Winge Leisner – Der einzig Richtige (Den eneste ene)
- Peter Peter – Bleeder
- Hilmar Örn Hilmarsson – Bye Bye Blue Bird
- Jeppe Kaas – Kærlighed ved første hik
- Jens Brygman – Bornholms stemme

2001
Björk und Mark Bell – Dancer in the Dark
- Bent Fabricius-Bjerre und Jeppe Kaas – Flickering Lights (Blinkende lygter)
- Søren Hyldgaard – Hilfe! Ich bin ein Fisch (Hjælp, jeg er en fisk)
- Halfdan E – Die Bank (Bænken)
- Kåre Bjerkø und Frithjof Toksvig – Miracle – Ein Engel für Dennis P. (Mirakel)

2002
Tim Stahl und John Guldberg – Flyvende farmor
2003
Halfdan E – Okay
- Magnus Dahlberg – Kletter-Ida (Klatretøsen)
- Joachim Holbek – Halalabad Blues
- Carsten Dahl – Charlie Butterfly
- Mazlum Cimen – Omfavn mig måne

2004
Halfdan E – Das Erbe (Arven)
- Bruno Coulais – Der Junge, der ein Bär sein wollte (Drengen der ville gøre det umulige)
- Ole Arnfred und Jon Bruland – Lykkevej
- Søren Hyldgaard – Midsummer (Midsommer)
- Antony Genn – Stealing Rembrandt – Klauen für Anfänger (Rembrandt)

2005
Bo Rasmussen – Terkel in Trouble (Terkel i knibe)
- Joachim Holbek – Dag och natt
- Flemming Nordkrog und Henrik Munch – King’s Game (Kongekabale)
- Rick Astley – Oh Happy Day
- Peter Peter – Pusher II

2006
Halfdan E – Totschlag – Im Teufelskreis der Gewalt (Drabet)
- Benjamin Wallfisch – Dear Wendy
- Kåre Bjerkø – Fluerne på væggen
- Slowblow – Dark Horse (Voksne mennesker)
- Anthony Genn – Todeshochzeit (Mørke)

2007
Jeppe Kaas und Mikael Simpson – Rene hjerter
- Jacob Groth – Der Traum (Drømmen)
- Poul Halberg – Der var engang en dreng
- Mads Brauer und Casper Clausen – Princess
- Magnus Jarlbo – En Soap
- Jacob Groth – Das hässliche Entlein & ich (The Ugly Duckling and Me!)

2008
Karsten Fundal – Kunsten at græde i kor
- Henrik Lindstrand – Ekko
- Trond Bjerknes – Cecilie
- Jane Antonia Cornish – De fortabte sjæles ø
- Jeppe Kaas – Karlas kabale

2009
Jeppe Kaas – Kandidaten

Jacob Groth – Worlds Apart (To Verdener)
- Kåre Bjerkø und Anders Trentemøller – Was niemand weiß (Det som ingen ved)
- Karsten Fundal – Tage des Zorns (Flammen og Citronen)
- Kåre Bjerkø – Frygtelig lykkelig

### 2010er Jahre
2010
Tina Dickow – Oldboys
- Jean-Paul Wall – Flugten
- Dale Cornelius – Ved verdens ende
- Halfdan E – Himlen falder
- Gunner Møller Pedersen – Kærestesorger

2011
Thomas Blachman und Kristian Eidnes Andersen – Submarino
- Sylvain Chauveau – Alting bliver godt igen
- Jesper Mechlenburg und Simon Brenting – Bruderschaft (Broderskab)
- Mikael Simpson – Hold om mig
- Peter Kyed und Peter Peter – Walhalla Rising (Valhalla Rising)

2012
Sune Martin – Dirch
- Frithjof Toksvig – Rosa Morena
- Sebastian Öberg – Eine Familie (En familie)
- Lulu Rouge – Frit Fald
- Nicklas Schmidt – Der große Bär (Den Kæmpestore Bjørn)

2013
Gabriel Yared und Cyrille Aufort – Die Königin und der Leibarzt (En kongelig affære)
- Hildur Guðnadóttir – Kapringen
- Peter Peter – Over Kanten
- Sara Savery – You & Me Forever
- Søren Schou – Max pinlig på Roskilde

2014
Cliff Martinez – Only God Forgives
- Nikolaj Egelund – Die Jagd (Jagten)
- Peter Peter – Antboy – Der Biss der Ameise
- Johan Söderqvist, Patrik Andrèn und Uno Helmersson – Erbarmen (Kvinden i buret)
- Jonas Struck – Spies & Glistrup

2015
Tina Dickow und Marie Fisker – En du elsker
- Annette Focks – Silent Heart – Mein Leben gehört mir (Stille hjerte)
- Kasper Winding – The Salvation – Spur der Vergeltung (The Salvation)
- Mikkel Hess – When Animals Dream (Når dyrene drømmer)
- Peter Peter – Antboy – Die Rache der Red Fury (Antboy: Den røde furies hævn)

2016
Jeppe Kaas – Die Hüterin der Wahrheit – Dinas Bestimmung (Skammerens datter)
- Angelo Badalamenti, Johan Carøe und Lasse Martinussen – Guldkysten
- Jonas Struck – Idealisten
- Kristian Selin Eidnes Andersen – The Man Who Saved the World
- Sune Martin – Unter dem Sand – Das Versprechen der Freiheit (Under sandet)

2017
Cliff Martinez – The Neon Demon
- Nicklas Schmidt – Erlösung (Flaskepost fra P)
- Sune Martin – Der Tag wird kommen (Der kommer en dag)
- Jesper Mechlenburg – Fuglene over sundet
- Martin Dirkov – Shelley

2018
Jens Ole Wowk McCoy – Darkland
- Kristian Eidnes Andersen – Fantasten
- Kåre Bjerkø – Gud taler ud
- Jonas Struck, Vladislav Delay – QEDA
- Toke Brorson Odin – Vinterbrødre

2019
Av Av Av – Brakland
- Jomi Massage – Ditte & Louise
- Mikkel Maltha, Anthony Lledo – Verachtung (Journal 64)
- Kristian Eidnes Andersen, Nicklas Schmidt – Lucia und der Weihnachtsmann (Julemandens datter )
- Lorenz Dangel – Per im Glück (Lykke-Per)
- Flemming Nordkrog – Wildhexe (Vildheks)

### 2020er Jahre
2020
Jon Ekstrand – Königin (Dronningen)
- Søs Gunver Ryberg – Cutterhead
- Jeppe Kaas – Die Hüterin der Wahrheit 2: Dina und die schwarze Magie (Skammerens datter II: Slangens gave)
- Anne Gry Friis Kristensen, Andreas Pallisgaard – Harpiks
- Johan Söderqvist – Daniel (Ser du månen, Daniel)

2021
Jeppe Kaas – Helden der Wahrscheinlichkeit (Retfærdighedens ryttere)
- Jens Bjørnkjær – 7 Years of Lukas Graham
- Kristian Eidnes Andersen – Mina und die Traumzauberer (Drømmebyggerne)
- Martin Dirkov – Shorta – Das Gesetz der Straße (Shorta)
- Jonas Struck – Unser Mann in Amerika (Vores mand i Amerika)

2022
Uno Helmersson – Flee (Flugt)
- Christian Vinten – Der karierte Ninja 2 (Ternet Ninja 2)
- Johan Carøe, Kwamie Liv, Yasuaki Shimizu – Miss Osaka
- Mike Sheridan – Hvor kragerne vender
- Lydmor – Venuseffekten

2023
Martin Dirkov – Holy Spider
- Uno Helmersson – Heimweh – Kindheit zwischen den Fronten (A House Made of Splinters)
- Johan Carøe – Natten har øjne
- Kaspar Kaae – Krysantemum
- Sune Kølster – Speak No Evil
- Ida Duelund Hansen, Maria Jagd – Ønskebarn